# 善定寺 (加須市)
善定寺（ぜんじょうじ）は、埼玉県加須市にある真言宗豊山派の寺院。

## 歴史
1294年（永仁2年）に開山された。古くからある古刹であり、当寺の北東にある池は「善定寺池」と呼ばれている。江戸時代には、寺領7石の朱印状が交付されており、現在もその朱印状は保管されている。
1720年（享保5年）、大覚寺の末寺となり、当寺第24世住職の栄覚法印は大覚寺の「東北院室」を兼務するようになった。

## 文化財
- 善定寺文書（加須市指定有形文化財 平成5年12月1日指定）[2]

## 交通アクセス
- 栗橋駅より徒歩35分。